# Йолзово
Йолзово (рос. Ёлзово) — присілок Бокситогорського району Ленінградської області Росії. Входить до складу Анісімовського сільського поселення.
Населення — 4 особи (2007 рік).